# Tübinger Kommentar
Der Tübinger Kommentar (bis zur 30. Aufl. Schönke/Schröder bzw. Schönke-Schröder genannt) ist ein Kommentar zum deutschen Strafgesetzbuch aus dem Verlag C.H. Beck.

## Geschichte
Der Kommentar erscheint seit 1942. Begründet wurde er von Adolf Schönke, der auch die 1. bis 6. Auflage bearbeitete. Fortgeführt hat diese Arbeit Horst Schröder von der 7. bis zur 17. Auflage. Schönke ist bereits am 1. Mai 1953, Schröder am 12. September 1973 verstorben. 
Der Umbenennung des Werks ging eine Untersuchung des Potsdamer Strafrechtlers Georg Steinberg über die nationalsozialistische Belastung des Erstbearbeiters Schönke voraus, die 2024 erschienen war. Der Bezug zu Tübingen im Titel des Kommentars wurde gewählt, weil Horst Schröder dort gelehrt hatte. Die vier Nachfolgeautoren hatten sich dort habilitiert. Die Namensänderung war bereits in den 1960er-Jahren erwogen, damals aber verworfen worden, weil man das Andenken an Schönke nicht habe gefährden wollen. Das Vorgehen des Verlags folgt dem Vorbild der Umbenennung, wie sie schon bei dem Kommentar Palandt zu Grüneberg (2024) und zuerst bei der Gesetzessammlung Schönfelder zu Habersack (2021) vorausgegangen war.

## Zitierweise
Inzwischen wird die Kommentierung für verschiedene Abschnitte oder Paragraphen von unterschiedlichen Bearbeitern (siehe unten) übernommen. Zitiert wird eine Stelle aus dem Tübinger Kommentar (bis zur 30. Aufl. Schönke/Schröder) üblicherweise wie folgt:
Bearbeiter in: Tübinger Kommentar (bis 30. Aufl. Schönke/Schröder) § Paragraphennummer Rn. Zahl der Randnummer oder Tübinger Kommentar bzw. Schönke/Schröder-Bearbeiter § Paragraphennummer Rn. Zahl der Randnummer
- Schönke-Schröder. Kommentar zum StGB. 18. Aufl., neubearbeitet von Theodor Lenckner, Peter Cramer, Albin Eser, Walter Stree.
- 27. Aufl. bearbeitet von Theodor Lenckner, Albin Eser, Walter Stree, Jörg Eisele, Günter Heine, Walter Perron und Detlev Sternberg-Lieben unter Mitarbeit von Ulrike Schittenhelm, München 2006, ISBN 3-406-51729-3
- 29. Aufl. bearbeitet von Albin Eser, Walter Perron, Detlev Sternberg-Lieben, Jörg Eisele, Bernd Hecker, Jörg Kinzig, Nikolaus Bosch, Frank Peter Schuster, Bettina Weißer unter Mitarbeit von Ulrike Schittenhelm, München 2014.
- 30. Aufl. bearbeitet von Albin Eser, Walter Perron, Detlev Sternberg-Lieben, Jörg Eisele, Bernd Hecker, Jörg Kinzig, Nikolaus Bosch, Ulrike Schittenhelm, Frank Peter Schuster, Bettina Weißer, München 2019, ISBN 978-3-406-70383-6
- 31. Aufl. (erstmals unter dem heutigen Namen) bearbeitet von Walter Perron, Detlev Sternberg-Lieben, Jörg Eisele, Bernd Hecker, Jörg Kinzig, Nikolaus Bosch, Ulrike Schittenhelm, Frank Peter Schuster, Bettina Weißer, Georg Steinberg, München 2025, ISBN 978-3-406-80986-6[3]